# Ислам на Малти
Ислам на Малти је имао историјски дубок утицај на земљу – посебно на језик и пољопривреду – као последица вишевековне владавине и присуства на острвима. Данас су главне муслиманске организације заступљене на Малти Либијско светско друштво за исламски позив и мањинска Ахмадија.

## Историја
Пре муслиманске владавине, источно хришћанство је било истакнуто на Малти у време грчко-византијске владавине.  Теза о хришћанском континуитету на Малти током арапске владавине, упркос популарности, историјски је неутемељена.

### Аглабидски период: 870–1091
Верује се да је ислам стигао на Малту када су северноафрички Аглабиди, прво предвођени Халафом ал-Хадимом, а касније Савадом ибн Мухамедом, освојили острва од Византинаца, након што су стигли са Сицилије 870. (као део ширих арапско-византијских ратова). Међутим, такође се тврди да су острва била окупирана од стране муслимана раније у 9, а вероватно и у 8. веку. Аглабиди су основали своју престоницу у Мдини. Старо римско утврђење, које је касније постало тврђава Светог Анђела, такође је проширено.
Према арапском хроничару и географу ал-Химијарију (аутору књиге географије Kitab al-Rawḍ al-Miṭar, након муслиманског напада и освајања, Малта је била практично ненасељена све док је нису колонизирали муслимани са Сицилије 1048–1049, или можда неколико деценија раније. Као што је признао признати малтешки историчар Годфри Ветингер, арапско освајање прекинуло је сваки континуитет са претходним становништвом острва. Ово је такође у складу са лингвистичким открићем Џозефа Бринката да у малтешком језику нема других подлога осим арапског, што је веома ретка појава која се може објаснити само драстичним прекидом између једног и следећег периода.
Најјаче наслеђе ислама на Малти је малтешки језик, а већина имена места (осим имена Малта и Гоцо  ) су арапска, као и већина презимена, нпр. Borg, Cassar, Chetcuti, Farrugia, Fenech, Micallef, Mifsud и Zammit. Тврдило се да је овај опстанак малтешког језика, за разлику од изумирања сикуло-арапског на Сицилији, вероватно последица великих преобраћања у хришћанство пропорционално велике малтешке муслиманске популације.
Муслимани су такође увели иновативне и веште технике наводњавања као што је водени точак познат као норија или сиења, што је све учинило Малту плоднијом. Такође су увели слатка пецива и зачине и нове усеве, укључујући цитрусе, смокве, бадеме, као и узгој памука, који ће постати ослонац малтешке привреде неколико векова, до последњег етапе владавине витешког реда Светог Јована. Карактеристичан пејзаж терасастих поља је такође резултат уведених древних арапских метода. Малтешки католицизам је остао под утицајем муслиманског присуства и порекла, укључујући речи за Бога (Alla) и Велики пост (Randan).
Елементи исламске архитектуре такође су остали у народном малтешком стилу, укључујући муксрабију, дрвене избачене прозоре сличне машрабији.

### Нормански период: 1091–1224
Малта се вратила под хришћанску власт норманским освајањем 1127. То је, са Нотом на јужном делу Сицилије, било последње арапско упориште у региону које су поново заузели хришћани.
Арапска администрација је у почетку остала на овој територији  и муслиманима је било дозвољено да слободно практикују своју веру све до 13. века. Нормани су дозволили емиру да остане на власти уз услов да им плаћа годишњи данак у мазгама, коњима и муницији. Као резултат овог повољног окружења, муслимани су наставили да демографски и економски доминирају Малтом још најмање 150 година након хришћанског освајања.
Године 1122. Малта је доживела муслимански устанак, а 1127. Руђер II Сицилијански је поново освојио острва.
Још 1175. године Бурхард, бискуп Стразбура, изасланик Фридриха I, цара Светог римског царства, имао је утисак, на основу своје кратке посете Малти, да је она искључиво или углавном насељена муслиманима.
Године 1224, Фридрих II, цар Светог римског царства, послао је експедицију на Малту да успостави краљевску контролу и спречи њено муслиманско становништво да помаже муслиманску побуну у Краљевини Сицилији.
Освајање Нормана довело је до постепене латинизације и каснијег чврстог успостављања католицизма на Малти, након претходне православне и исламске доминације.

### Анжујски и арагонски период: 1225–1529
Према извештају Гилилберта Абатеа из 1240. или 1241. године, који је био краљевски гувернер Фридриха II Сицилијанског током ђеновског периода провинције Малта, те године су острва Малта и Гоцо имала 836 муслиманске породице, 250 хришћанске породице и 33 јеврејске породице.
Године 1266, Малта је предата у феуд Карлу Анжујском, брату француског краља Луја IX, који ју је задржао у власништву до 1283. На крају, за време Карлове владавине, верски суживот је постао несигуран на Малти, пошто је постојала истинска нетрпељивост према другим религијама осим римокатолицизма. Међутим, везе Малте са Африком ће и даље остати јаке све до почетка шпанске владавине 1283.
Према писцу Стефану Гудвину, до краја 15. века сви малтешки муслимани су били приморани да пређу на хришћанство и морали су да пронађу начине да прикрију свој претходни идентитет. Професор Годфри Ветингер, који се специјализовао за средњовековну историју Малте, пише да средњовековни арапски историчар Ибн Халдун (1332–1406) лоцира протеривање ислама са Малте на 1249. годину. Ветингер даље каже да „нема сумње да убрзо после 1249. ниједан Малтежанин који се изјашњава као муслиман није остао ни као слободна особа, па чак ни као кмет на острву." 

### Витезови светог Јована: 1530–1798
Током периода владавине Витезова Хоспиталаца, хиљаде муслиманских робова, заробљених као резултат поморских напада, су одведени на Малту. Средином 18. века било је око 9.000 муслиманских робова на Малти којом су владали хоспиталци. Дали су им значајну слободу, било им је дозвољено да се окупљају на молитви. Иако су постојали закони који су их спречавали да комуницирају са Малтежанима, они се нису редовно спроводили. Неки робови су такође радили као трговци, а понекад им је било дозвољено да продају своју робу на улицама и трговима Валете. Џамија је подигнута 1702. године за време Реда Светог Јована  за турске робове  у оквиру Робовског затвора, од које данас нису остале ни рушевине ни опис њене архитектуре.
Након неуспеха Завере робова (1749), пооштрени су закони који ограничавају кретање робова. Нису могли да излазе ван граница града и нису смели да се приближавају ниједном утврђењу. Нису смели да се окупљају нигде осим у својој џамији, а смели су да спавају само у робовским затворима. Штавише, нису могли носити никакво оружје или кључеве од државних зграда.
Постојала је и намерна и на крају успешна кампања, (користећи дезинформације) и често вођена од стране римокатоличког свештенства, како би се оспориле историјске везе Малте са Африком и исламом. Ова искривљена историја „одредила је ток малтешке историографије до друге половине двадесетог века“, и створила је раширену исламофобију која је била традиционална карактеристика Малте, као и других јужноевропских држава.
Од 16. века на разним локацијама у околини Марсе налази се велики број муслиманских гробља. На гробљу у il-Menqa налазили су се гробови османских војника убијених у Великој опсади Малте 1565. године, као и муслиманских робова који су умрли на Малти. Ово гробље је 1675. замењено другим у близини Спенсер брда (Via della Croce), након изградње утврђења Флоријанских линија. Људски остаци за које се верује да потичу са једног од ових гробља откривени су током радова на путу 2012. године. Остаци гробља, заједно са темељима џамије, као и остаци из још ранијег римског периода налазе се на адреси Triq Dicembru 13, Марса.

### Британски период: 1800-1964
Гробље из 17. века на Спенсер брду морало је да буде измештено 1865. да би се омогућили планирани радови на путу , при чему је један надгробни споменик који датира из 1817. био конзервиран у Националном музеју археологије у Валети.
Ново гробље је наручио отомански султан Абдул Азиз, а изграђено је између 1873. и 1874. у Ta' Sammat у Марси, како је одлучено 1871. Изградња је трајала више од шест месеци. Дизајнирао га је малтешки архитекта Емануеле Луиђи Галиција  у архитектури маварског препорода. Дизајн за пројекат је био јединствен у малтешкој архитектури у том тренутку. Галиција је од отоманског султана одликован Орденом Меџидије за пројектовање турског гробља  и тако је проглашен витезом тог реда.
Крајем 19. века гробље је само по себи постало знаменитост због своје живописне архитектуре. Због непостојања џамије у то време, гробље се углавном користило за молитву петком све до изградње џамије у Паоли. Мала џамија на гробљу била је предвиђена да се користи за молитве током повремених церемонија сахране, али су зграда и двориште гробља често коришћени као једино јавно место за молитву муслимана све до раних 1970-их.
Џамију одговарајуће величине дизајнирао је архитекта Галиција, али је пројекат напуштен. Планови су доступни у турским архивима у Истанбулу и садрже речи „Progetto di una moschea – Cimitero Musulmano“ (Пројекат џамије – муслиманског гробља). Могући разлог за одустајање од пројекта била је економска ситуација и политички пад Отоманског царства. Место је на крају постало премало за растућу муслиманску заједницу.

### Независна Малта
Након независности од Уједињеног Краљевства 1964. године, Либија је постала важан савезник социјалистичког малтешког лидера Дома Минтофа. Објављене су историјске књиге које су почеле да шире идеју о неповезаности између италијанског и католичког становништва, и уместо тога покушале су да промовишу теорију ближих културних и етничких веза са северном Африком. Овај нови развој је приметио Боасевен 1991. године:
...лабуристичка влада је прекинула односе са НАТО-ом и тражила везе са арапским светом. После 900 година повезивања са Европом, Малта је почела да гледа ка југу. Муслимани, који се у фолклору још увек памте по дивљим гусарским нападима, редефинисани су као браћа по крви.
Малта и Либија су такође склопиле Уговор о пријатељству и сарадњи, као одговор на поновљене Гадафијеве намере за ближу, формалнију унију између две земље; и, на кратко, арапски је постао обавезан предмет у малтешким средњим школама.
Исламски центар Паола, је основан 1978. године од стране Светске исламске заједнице, заједно са муслиманском школом под називом Мариам ал-Батол школа. Године 1984. Муамер ел Гадафи је званично отворио џамију Мариам Ал-Батол на Малти, две године након њеног завршетка.
Марио Фаруђа Борг, касније део особља личне канцеларије премијера Џозефа Муската, је био први малтешки државни службеник који је положио заклетву на Курану када је кооптирао у локално веће града Корми 1998.
У 2003. години, од процењених 3.000 муслимана на Малти, око 2.250 су били странци, око 600 су били натурализовани грађани, а отприлике 150 су били рођени Малтежани.
До 2010. на Малти је било око 6.000 муслимана—од којих су већина сунити и странци.